# 甘泉宫遗址
甘泉宫遗址或称汉甘泉宫，是中国秦朝兴建的离宫之一。汉武帝建元三年（前138年）扩建，汉武帝元封二年（前109年）增建。后经数次扩建，甘泉宫规模宏大壮观。成为次于长安政治中心之外重要的避暑与理政的行宫。汉武帝曾多次来此避暑及处理政务，汉武帝以后，汉宣帝曾六次来甘泉宫，并在此祭祀。汉元帝即位后，也五次前往甘泉宫处政。从汉平帝开始，由于国力转衰，皇帝往甘泉宫逐渐减少，甘泉宫逐渐湮没。

## 考古
经过20世纪几次考察研究，甘泉宫遗址总面积约6平方公里。夯筑宫墙部分保存，最高处约5米，墙基宽约8米，城墙的西、南、北三面中部辟有城门。城址内发现有大型夯土宫殿台基8处以及部分宫室基址、水道等遗迹。城东北的通天台遗址内，发现有圆形夯土台基两座，高15～16米。台基周围还有宫墙，柱洞，门枢石，陶水管道等遗迹。遗址的西南部发现有陶窑10余座。遗址内出土有石柱础、铺地砖、空心砖、筒瓦、板瓦、瓦当以及陶器、铜器、铁器、货币等遗物。遗址的发现，对于研究汉宫殿形制等方面，具有重要意义。